# Вивальнюк Лука Миколайович
Вивальнюк Лука Миколайович (3 листопада 1922 − 2009) — український  вчений-математик, педагог, кандидат фізико-математичних наук (1960), професор (1976), впродовж 22 років - завідувач кафедри математики Чернігівському державному педагогічному інституті ім. Т. Г. Шевченка, учасник Другої Світової війни.

## Життєпис
Народився в селі Кочубіївка Уманського району Черкаської області в селянській родині. До 1937 року навчався в Кочубіївській восьмирічній школі, 8 та 9 класи закінчив в Уманській середній школі № 2, а десятий клас закінчив у селищі Берестівець Уманського району в 1940 році.
В   перебував з 24 вересня 1940 року по грудень 1946 року. З 22 червня 1941 року по 9 травня 1945 року – воював з нацистськими загарбниками, а з 9 серпня 1945 року по 3 вересня 1945 року −  в боротьбі проти  імперіалістичної Японії. 
Після демобілізації з лав Червоної армії,  з січня 1947 року по 1 вересня 1949 року працював заступником бухгалтера у колгоспі ім. Комінтерну рідному селищі. З вересня 1949 року по липень 1951 року навчався в Уманському учительському інституті Уманському учительському інституті, після закінчення якого працював учителем математики і фізики в Берестівській середній школі. У 1952 році вступив на заочне відділення Черкаського педагогічного інституту, який закінчив у 1954 році.
З 20 грудня 1954 р. по 20 грудня 1957 р. навчався в аспірантурі на кафедрі математичного аналізу Київського державного педагогічного інституту Київського державного педагогічного інституту за спеціальністю «Математика». Кандидатську дисертацію по темі  "Значення діяльності професора Київського університету академіка Д.О. Граве для розвитку алгебри в Радянському Союзі" захистив 15 жовтня 1960 року.
Після закінчення аспірантури згідно з призначенням Міністерства освіти УРСР з 7 січня 1958 р. призначений на посаду старшого викладача кафедри математики Чернігівського державного педагогічного інституту ім. Т.Г. Шевченка, де працював до 2009 року і пройшов  шлях довжиною в 43 роки 7 місяців і 24 дні − від старшого викладача до професора, упродовж 22 років працював завідувачем кафедри математики.  Працював до останніх днів.
Вчений ступінь кандидата фізико-математичних наук Л.М. Вивальнюку присвоєно 15 жовтня 1960 року, а вчене звання доцента – 7 лютого 1964 року.  Вчене звання професора Л.М. Вивальнюку присвоєно Рішенням Вищої атестаційної комісії при раді Міністрів СРСР від 21 травня 1976 року.

## Науковий здобуток
Професор Вивальнюк був автором і співавтором підручників і навчальних посібників з вищої математики, які неодноразово перевидавалися, а також чисельних наукових статей у фахових журналах – всього понад 60, найпомітніші з яких є: 

### Навчальні посібники
- «Алгебра і теорія чисел» (1973, 1974)
- «Елементи лінійного програмування» (1975)
- «Числові системи» (1977, 1988, співав.: В.К.Григоренко, С.С. Левіщенко)
- «Математика: посібник для факультативних занять в 5 класі" (1981, співав.: В.Н. Боровик, М.М. Мурач, В.І. Пономаренко, І.Ф. Тесленко)
- «Математика: посібник для факультативних занять в 9 класі» (1984, співав.: Е.В.Рафаловський, З.Г.Шефтель, 1993, співав.: В.Н. Боровик, М.М. Мурач, О.І. Соколенко)
- «Математика: посібник з факультативних занять у 10 класі» (1985, співав.: В.Н.Боровик, М.М. Мурач, І.Ф.Тесленко, З.Г. Шефтель)
- «Задачі оптимізації: посібник для факультативних занять у 10-11 класах» (1991)
- «Курс математики» (1995, співав.: В.Н. Боровик, М.М. Мурач, О.І. Соколенко)
- «Елементи історії математики» (1996, співавт.: М.Я. Ігнатенко).

### Статті
- «Про скінченні поля» (1958)
- «До деяких питань наукової і педагогічної діяльності Д.О. Граве з алгебри» (1959)
- «До причин створення Київської алгебраїчної школи» (1959)
- «Про ранні роботи академіка А.І. Мальцева з теорії моделей» (1970)
- «З досвіду викладання факультативного курсу з історії математики» (1973)

Опубліковані наукові праці Л.М Вивальнюка зберігаються в науково-довідковій бібліотеці Державного архіву Чернігівської області (Фонд Р-1550).

## Пам'ять
22 червня 2010 року в Чернігові на будинку по вул. Родимцева, 14 (теперішня назва – вул. Воздвиженська), де жив та творив Лука Миколайович Вивальнюк, відкрито меморіальну дошку.

## Нагороди та відзнаки
- Орден Вітчизняної війни
- Медаль «За відвагу»
- Медаль «За перемогу над Німеччиною у Великій Вітчизняній війні 1941—1945 рр.»
- Медаль «За перемогу над Японією»
- Значок «Відмінник народної освіти УРСР»